# Римский, Виктор Павлович
Ви́ктор Па́влович Ри́мский  (род. 28 мая 1955 года, Шахты, Ростовская область, СССР) — советский и российский философ, культуролог, религиовед, специалист в истории философии и религиозной философии, философской антропологии и философии культуры. Доктор философских наук, профессор. Создатель научной школы по философской антропологии, философии культуры и религиозной философии, объединяющей учёных из разных городов и научных центров. Автор нескольких книг и многочисленных публицистических статей, лауреат областной литературной премии, посвященной 45-летию Победы в Великой Отечественной войне.

## Биография
Родился 28 мая 1955 года в городе Шахты Ростовской области.
В 1978 году закончил философский факультет Ростовского государственного университета.
В 1983 году окончил аспирантуру Ростовского государственного университета.
В 1985 году защитил диссертацию на соискание учёной степени кандидата философских наук по теме «Проблема соотношения мифа и религии (методологический анализ)».
Работал преподавателем Шахтинского технологического института бытового обслуживания, старшим преподавателем Белгородского кооперативного института.
С 1987 года — старший преподаватель, с 1990 — доцент кафедры философии, 1995—2004 годах — заведующий кафедрой культурологии и теологии БелГУ, а с 2005 года — заведующий кафедрой философии социально-теологического факультета БелГУ.
В 1991 году присвоено учёное звание доцента.
С 1998 года — член Союза писателей России.
В 1999 году в Ростовском государственном университете защитил диссертацию на соискание учёной степени доктора философских наук по теме «Тоталитаризм как культурно-цивилизационный тип». Специальность — 24.00.01 Теория и история культуры.
В 2000 году присвоено учёное звание профессора.
Профессор кафедры социологии и философии Волжского институт экономики, педагогики и права.
Главный редактор научного журнала «Научные ведомости Белгородского государственного университета. Серия: Философия. Социология. Право».
Председатель докторского диссертационного совет БелГУ, член докторского диссертационного совета по социологическим наукам БелГУ и докторского регионального диссертационного совета по философским наукам при ТГПУ.
Председатель регионального независимого экспертного совета по религиоведению.
Автор более 100 научных, научно-методических и учебно-методических работ, в том числе 5 монографий (авторских и коллективных), ряда учебных и учебно-методических пособий. Автор программ учебных дисциплин «История архаических и нехристианских религий» и «Религиозная философия», утверждённых Министерством образования и науки РФ и рекомендованных для подготовки студентов по специальности «теология».
Под руководством защищено более 20 кандидатских и докторских диссертаций. В настоящее ведёт подготовку 10 аспирантов, соискателей и докторантов.

## Общественная позиция
В 2022 году подписал письмо в поддержку российского военного вторжения на Украину.

## Научная деятельность
Римский В. П. исследованы соотношения мифа и религии в культурно-исторической перспективе, рождение и развитие религиозной философии. Осуществлено осмысление тоталитарных тенденций в античной, средневековой (христианской и исламской) и техногенной цивилизациях, представлявших превращённые формы сакрально-мифологического и культурного бытия человека. Рассмотрен сложный и неоднозначный феномен социокультурных антисистем, которые существовали внутри христианской, исламской и западной цивилизаций и определявших их ментально-антропологические типы. Также дана самобытная классификация культурно-цивилизационных типов и философско-антропологическая истолкование модерна, тоталитаризма и постмодерна. Разработана теоретическая модель для упрощения иузчения культурно-цивилизационных типов модерна, тоталитаризма и постмодерна в качестве особых миров, возникших в ходе сложного перерождения традиционных видов деятельности, общения, поведения человека на основе индустриальных социокультурных технологий. Созданы культурно-антропологические модели и культурно-цивилизационные парадигмы трансформации тоталитарных и террористических антисистем в условиях перехода от традиционных обществ к цивилизации модерна и постмодерна.

## Награды
- Почётный работник высшего профессионального образования Российской Федерации (2005)[2]

## Научные труды

### Диссертации
- Римский В. П. Тоталитаризм как культурно-цивилизационный тип : автореферат дис. … доктора философских наук : 24.00.01. — Ростов-на-Дону: Ростовский гос. ун-т., 1998. — 42 с

### Монографии
- Римский В. П. Манифест национального либерализма: Эссе. — Белгород, 1997;
- Римский В. П. Демоны на перепутье: культурно-исторический образ тоталитаризма: Монография. — Белгород, 1997;
- Римский В. П. Тоталитарный космос и человек: Монография. — Белгород, 1998;
- Римский В. П. Культура и тоталитаризм: Учебное пособие. — Белгород, 1999;
- Римский В. П. Миф и религия: Монография. — Белгород, 2003;
- Римский В. П., Бухтина Т. П. Философская антропология и воспитательно-образовательные парадигмы: от античной Пайдейи к Просвещению: Монография.; М-во образования и науки Рос. Федерации, Белгор. гос. ун-т, Муницип. образоват. учреждение «Волж. ин-т экономики и менеджмента — высш. шк. коммерции». — Волгоград, 2004.

### Статьи
- Бабинцев В. П., Римский В. П. Как навести мосты над безднами бездуховности? // Горизонт. — № 11. — 1988.
- Борисов С. Н., Резник С. А., Римский В. П. Идеи джихада, войны и мира в культурно-исторической эволюции ислама //Гуманитарные и социально-экономические науки. — 2005. — № 3. — С. 128—132.
- Римский В. П. «Человек террористический» в изменяющемся мире модерна и тоталитаризма: к методологии проблемы // Личность. Культура. Общество. — Т. VIII. — 2006.
- Римский В. П., Кудряшов М. В. О социокультурной адаптации выпускников физкультурных специальностей // Вестник Белгородского университета кооперации, экономики и права. — 2006. — № 2. — С. 336—338.
- Римский В. П., Климова С. М. Статус религиозной философии: обзор дискуссии. // Религиоведение. — 2007. — № 4. — С. 157—169.
- Надуткина И. Э., Римский В. П. Проблемы стимулирования проектно-инновационной деятельности в регионе // Научные ведомости Белгородского государственного университета. Серия: Философия. Социология. Право. — 2007. — Т. 2. — № 9. — С. 100—108.
- Римский В. П. Как возможна религиозная философия? // Научные ведомости Белгородского государственного университета. Серия: Философия. Социология. Право. — 2007. — Т. 2. — № 9. — С. 275—299.
- Бабинцев В. П., Римский В. П. Социология смутного времени: проблема методологической парадигмы исследования // Научные ведомости Белгородского государственного университета. Серия: Философия. Социология. Право. — 2008. — Т. 4. — № 3. — С. 30-39.
- Римский В. П., Борисов С. Н. Война как архетипическая реальность. О монографии С. В. Резника «Концепты и идеологемы войны и мира в исламе» // Научные ведомости Белгородского государственного университета. Серия: Философия. Социология. Право. — 2008. — Т. 8. — № 4. — С. 252—255.
- Будянская Л. А., Римский В. П. Религиозно-мифологические основания классического английского либерализма // Научные ведомости Белгородского государственного университета. Серия: Философия. Социология. Право. — 2008. — Т. 12. — № 5. — С. 110—116.
- Римский В. П., Ковальчук О. В., Борисов С. Н. Социокультурная природа терроризма и проблемы региональной безопасности //Научные ведомости Белгородского государственного университета. Серия: Философия. Социология. Право. — 2008. — Т. 14. — № 6. — С. 56-64.
- Мельник Ю. М., Римский В. П. Экзистенциальное время: категория и концепт // Научные ведомости Белгородского государственного университета. Серия: Философия. Социология. Право. — 2009. — Т. 16. — № 10. — С. 24-36.
- Киселёв А. С., Римский В. П. Управление социоинновационным развитием энергосферы в постиндустриальном контексте: методологические проблемы // Гуманитарные и социально-экономические науки. — 2009. — № 3. — С. 116—120.
- Киселёв А. С., Римский В. П. Социология управления инновационным развитием энергосферы: методологические проблемы исследования // Научные ведомости Белгородского государственного университета. Серия: Философия. Социология. Право. — 2009. — Т. 57. — № 7. — С. 107—119.
- Римский В. П., Ковальчук О. В. Структуры повседневности православного человека и культурный диалогизм византийской цивилизации // Учёные записки Орловского государственного университета. Серия: Гуманитарные и социальные науки. — 2009. — № 1. — С. 140—151.
- Белоусова М. М., Мельник Ю. М., Римская О. Н., Римский В. П. Методология исследования субкультур в социально-гуманитарных науках (на примере молодёжной культуры) // Научные ведомости Белгородского государственного университета. Серия: Философия. Социология. Право. — 2009. — Т. 8. — № 8. — С. 30-41.
- Беспаленко П. Н., Римский В. П. Политико-идеологические и социокультурные основания типологии нетрадиционных религий // Известия Тульского государственного университета. Гуманитарные науки. — Тула: Тульский государственный университет, 2009. — № 1. — С. 3—13.
- Римский В. П., Ковальчук О. В. Субкультурная методология в изучении образов ребёнка и детства // Известия Тульского государственного университета. Гуманитарные науки. — 2010. — № 2. — С. 13-20.
- Белоусова М. М., Ковальчук О. В., Римский В. П. Методология исследования субкультур в социально-гуманитарных науках. Статья 3. Культурно-исторические образы субкультур детства и юности (Античность и Средние века) // Научные ведомости Белгородского государственного университета. Серия: Философия. Социология. Право. — 2010. — Т. 14. — № 13. — С. 46-55.
- Римская О. Н., Римский В. П. Методология исследования субкультур в социально-гуманитарных науках. Статья 4. Конфигурации молодёжных субкультур а пространстве российского региона // Научные ведомости Белгородского государственного университета. Серия: Философия. Социология. Право. — 2010. — Т. 20. — № 14. — С. 70-78.
- Будянская Л. А., Римский В. П. Социокультурные и ментальные контексты Возрождения и Реформации: к методологии исследования генезиса новоевропейской философии // Научные ведомости Белгородского государственного университета. Серия: Философия. Социология. Право. — 2011. — Т. 15. — № 2 (97). — С. 5-16.
- Римский В. П., Римская О. Н. Толерантность и объективность в методологии религиоведческих исследований // Научные ведомости Белгородского государственного университета. Серия: Философия. Социология. Право. — 2011. — № 8. — С. 320—327.
- Римский В. П. Отложенные кризисы этноидентичности в современной России: теоретические стереотипы и политические мифы // Научные ведомости Белгородского государственного университета. Серия: Философия. Социология. Право. — 2011. — Т. 18. — № 20. — С. 359—367.
- Римский В. П., Мизаев В. Н., Резник С. В. Исламский культурно-цивилизационный проект в трансформирующемся мире модерна //Учёные записки Российского государственного социального университета. — 2011. — № 4. — С. 37-44.
- Римский В. П. Философско-богословское наследие Майстера Экхарта // Вопросы философии. — 2012. — № 8. — С. 177—182.
- Игнатова В. С., Римский В. П. Проблема «Традиции — Инновации» и генезис научно-инновационных субкультур (культурно-цивилизационный контекст) // Наука. Искусство. Культура. — 2012. — № 1. — С. 34-57.
- Ковальчук О. В., Римский В. П. Диалог светского и религиозного и толерантность в средневековой культуре Западной Европы // Научные ведомости Белгородского государственного университета. Серия: Философия. Социология. Право. — 2012. — Т. 19. — № 2 (121). — С. 330—338.
- Римская О. Н., Римский В. П. Современное мифосознание и субкультурные религии // Научные ведомости Белгородского государственного университета. Серия: Философия. Социология. Право. — 2012. — Т. 20. — № 8 (127). — С. 67-74.
- Римский В. П., Трошихин В. В., Филенко Л. П. Русский космизм между культурно-идеологическим конструированием и философско-теоретической реконструкцией // Научные ведомости Белгородского государственного университета. Серия: Философия. Социология. Право. — 2012. — Т. 21. — № 14. — С. 16-30.
- Римский В. П., Калинина Г. Н. Самополагание науки и превращённые формы знания // Научные ведомости Белгородского государственного университета. Серия: Философия. Социология. Право. — 2012. — Т. 22. — № 20. — С. 28-39.
- Римский В. П. Креативные инновации культуры или репродуктивные нововведения цивилизации? Опыт прочтения культурологии М. К. Петрова // Социальные трансформации культуры: наблюдаемые тенденции и перспективы : Материалы 3-го Рос. культурологического конгресса с междунар. участием «Креативность в пространстве традиции и инновации» / С.-Петерб. отд-ние Рос. ин-та культурологии; отв. ред. А. В. Ляшко. — СПб. : Эйдос, 2013. — 326 с.
- Мельник Ю. М., Римский В. П. Время Моисея и время Одиссея // Человек. — 2013. — № 2. — С. 48-63.
- Игнатова В. С., Римский В. П. Генезис науки, инновации и научного университета (к девяностолетию со дня рождения М. К. Петрова) // Наука. Искусство. Культура. — 2013. — № 2. — С. 61-75.

### Научная редакция
- Философия науки: актуальные историко-научные и методологические проблемы: Коллективная монография / под ред. проф. В. П. Римского. — Белгород, 2007.

Христианство и культура: Научно-богословский сборник / под ред. проф. В. П. Римского. — Белгород, 2002;
- Опыт духовного просвещения в современной системе образования: Научно-богословский сборник / под ред. проф. В. П. Римского. — Белгород, 2004;
- Современная социокультурная динамика и духовная жизнь: Сб. ст. молодых ученых, аспирантов и докторантов. Вып. 1 /под ред. проф. В. П. Бабинцева и В. П. Римского. — Белгород, 2002;
- Современная социокультурная динамика и духовная жизнь: Сб. ст. молодых ученых, аспирантов и докторантов. Вып. 2 /под ред. проф. В. П. Бабинцева и В. П. Римского. — Белгород, 2003.
- Социальная философия: хрестоматия / Белгородский гос. ун-т, Социално-теологический фак. ; [отв. ред. В. П. Римский]. Белгород, 2010.

## Поэзия и проза
- Римский В. П. Беженка и др. рассказы // Молодая проза Черноземья. — Воронеж, 1989;
- Римский В. П. Нонконформисты. Книга прозы. — Белгород, 1992;
- Римский В. П. Провал. Книга прозы. — Воронеж, 1994;

## Публицистика
- Римский В. П. Россия и западная «демократия»